# 小金街道
小金街道，是中华人民共和国陕西省西安市临潼区下辖的一个街道办事处。
2011年，陕西省民政厅批复同意撤销小金乡建制，设立小金街道办事处。

## 行政区划
小金街道下辖以下地区：
小金村、炮岭村、张定湾村、毛湾村、东合村、郭尧村、欠湾村、五丰村、安庙村和石三湾村。